# Любча (Білорусь)
Лю́бча (біл. Любча) — селище міського типу в Гродненській області Білорусі, у Новогрудському районі.
Населення
Населення селища становить 1,4 тис. осіб (2006).

## Історія

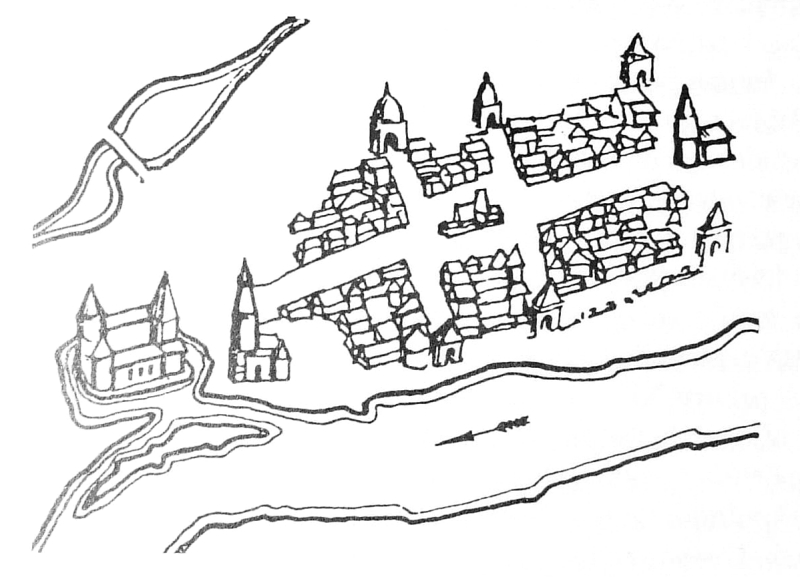
Любча в XVII ст.

Уперше згадується в 1401 р. у німецьких хроніках, як об'єкт походів хрестоносців. У Великому королівстві литовському належала Хрептовичам, Гаштольдам, Кишкам (Я. Кишка заснував тут Любчанський замок (1581), школу й аріанський храм, з XVII століття — кальвіністський собор), з 1606 належала Радзивіллам. У 1590 король Сигізмунд III Ваза надав Любчі магдебурзьке право і герб. Радзивілли з метою економічного зміцнення й збільшення містечка запрошують у нього міщан з Мінська, Новокупка й інших королівських міст. В XVII столітті створюються ремісничі цехи, також існувала друкарня, заснована П. Б. Кмитом, де друкувалася література по медицині, історії, поетичні добутки й ін.
У 1655 р. Любчу взяли козаки Івана Золотаренка і зруйнували замок.
З 1795 у складі російської імперії.
Станом на 1885 рік у містечку, центрі Любчанської волості Новогрудського повіту Мінської губернії, мешкало 670 осіб, налічувалось 60 дворових господарств, існували православна церква, 2 синагоги, школа, 21 лавка.
За переписом 1897 року кількість мешканців зросла до 3374 осіб (1639 чоловічої статі та 1735 — жіночої), з яких 877 — православної віри, 2463 — юдейської.
В 1921–1939 роках у складі Польщі, центр гміни Новогрудського повіту й воєводства.
З 1939 — в БРСР, з 1940 — центр району Барановичської області. З 1954 — в Гродненській області, з 1956 в Новогрудському районі. У 1996 — 540 дворів, 1628 жителів, школа, 7 магазинів, 2 бібліотеки, лікарня й ін.
В замку ведуться археологічні розкопки та реконструкція. Планується відкриття готелю.

## Відомі особистості
В поселенні мешкав:
- Винар Микола Андрійович (1912—1977) — краєзнавець, педагог.

## Галерея

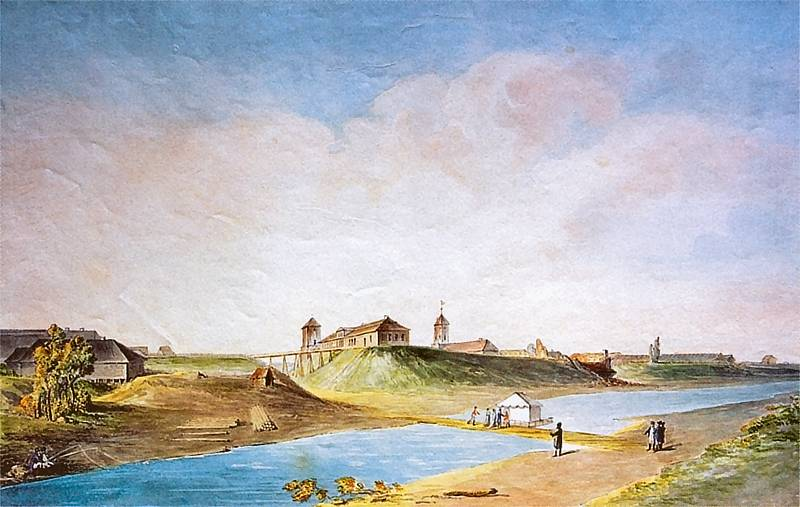
Любча. Ю. Пішки, на початку XIX ст.
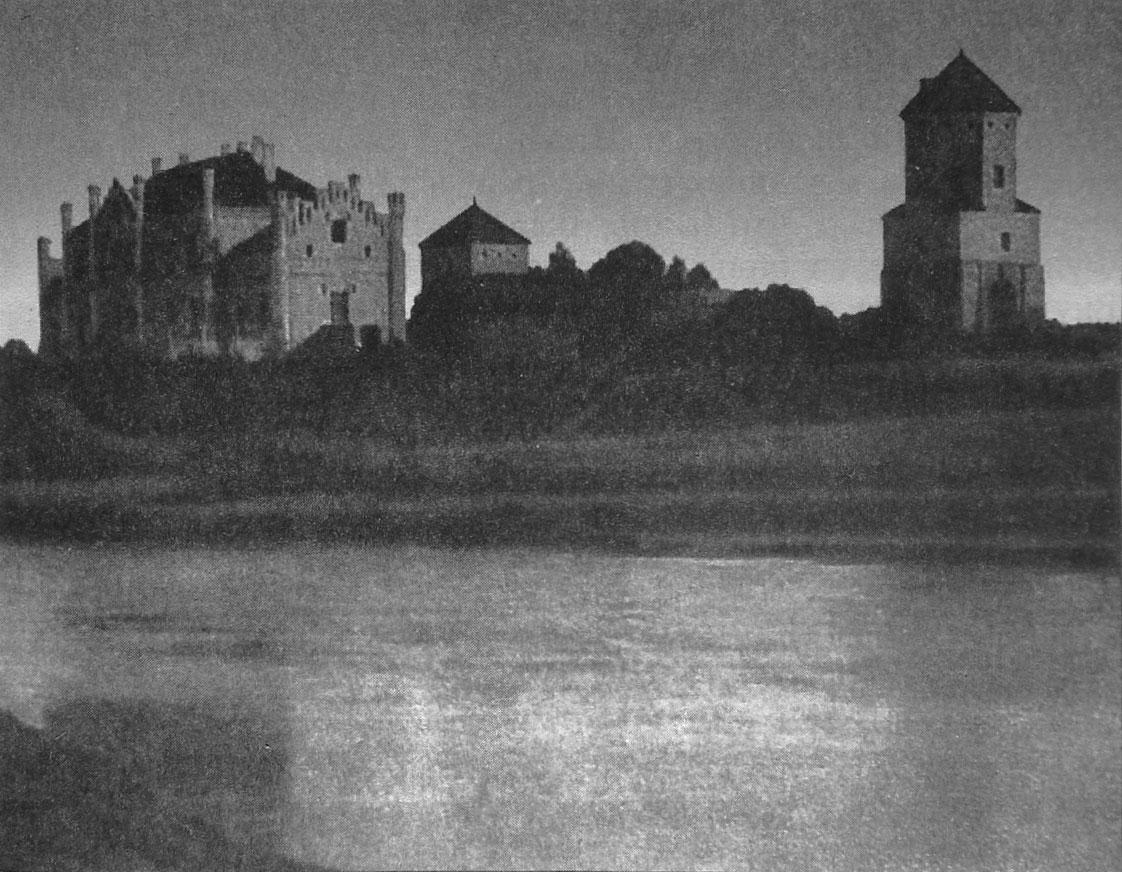
Замок Любчі з боку Німану, поч. XX століття
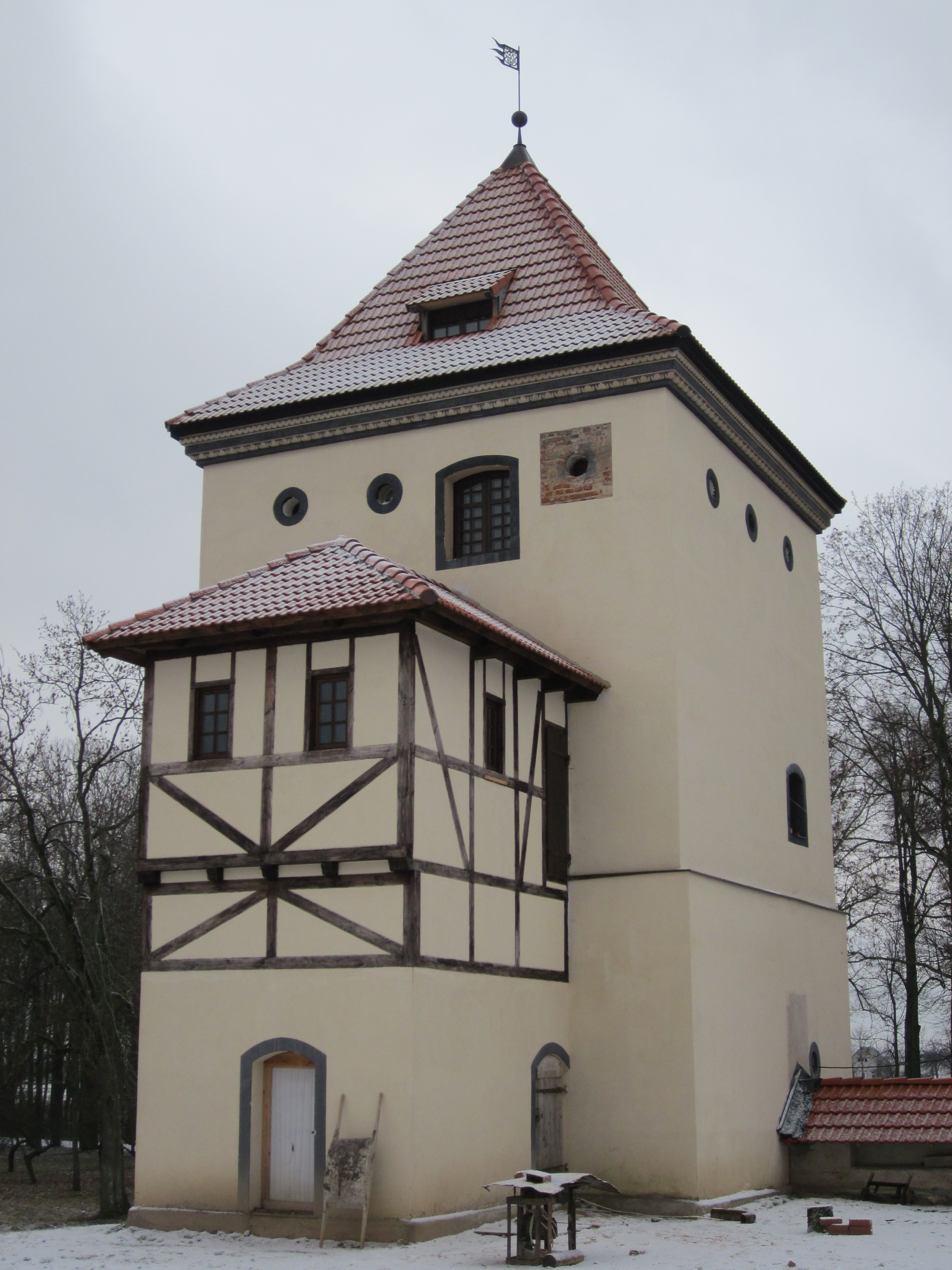
Відновлена вежа замку